# Death Row Records
Death Row Records — американский звукозаписывающий лейбл. Был основан в 1991 году The D.O.C., Dr. Dre, Шуг Найтом и Диком Гриффи. В разное время у лейбла был заключён контракт со многими известными рэперами западного побережья: 2Pac, The Outlawz, Dr. Dre, Snoop Dogg, Nate Dogg и Tha Dogg Pound.
Лейбл продал более 50 млн копий альбомов в мире и получил около $750 миллионов долларов прибыли. На лейбле также неоднократно издавались RBX, The Lady of Rage, Warren G, K-Solo, Michel’le, Danny Boy, DJ Quik, Petey Pablo, Tha Realest, Lisa «Left Eye» Lopes и Crooked I.

## Всемирный успех

### The Chronic
The Chronic становится одним из классических альбомов в истории хип-хопа. Около половины песен в альбоме Dr. Dre исполняет с Snoop Doggy Dogg. Кроме прочих в альбоме есть песня «Fuck Wit’ Dre Day (And Everybody's Celebratin')» — дисс на Eazy-E. С музыкальной стороны альбом тоже стал откровением, он был выполнен в стиле джи-фанк.

## Возвышение Найта и уход Dre
В 1995, вскоре после того как Тупак заключил контракт с Death Row, Dre покинул лейбл, аргументируя своё решение тем, что Шуг Найт стал коррумпированным, нечестным и неконтролируемым. После смерти Тупака в 1996 лейбл начал стремительно распадаться.

## Death Row в 2000-х
Шуг Найт был вынужден продать лейбл — таково было решение суда по делам о банкротстве. Материальные проблемы на Death Row начались в 2005 году, когда Лидия Хэррис потребовала от Шуга $107 миллионов, заявив, что он задолжал её долю от прибыли лейбла. В 2006 году Death Row был признан банкротом.
Легендарный лейбл был практически продан на аукционе компании Global Music Group за 24 миллиона долларов, но сделка не совершилась из-за различных разногласий. В конечном итоге продан за $18 миллионов фирме WIDEawake Entertainment.
Интерес к лейблу так же проявляли Warner Music Group и Koch Records.
В 2012 году обанкротилась New Solutions Financial Corp. — канадская компания, владеющая WIDEawake Death Row. Им пришлось выставить на продажу лейбл с полным каталогом авторских прав на весь материал. Сделка по продаже состоялась 10 декабря.
Начиная с 2013 года, всеми музыкальными правами, материалом и самой маркой Death Row владеет Entertainment One.
Затем лейбл перешёл во владение «Blackstone» и «MNRK».
В феврале 2022 года Snoop Dogg выкупил права на лейбл Death Row Records, став его владельцем. Одним из первых подписантов стал джи-фанк рэпер из Сан-Бернардино Doggystyleeee, выпустивший сингл «Hit Em Up». 11 февраля вышел двадцатый сольный альбом Snoop Dogg BODR. Раннее он заявлял о своих планах после выкупа лейбла подписать на него таких современных исполнителей хип-хопа Западного побережья, как YG, Ty Dolla $ign и Roddy Ricch.

## Дискография
| Исполнитель           | Название альбома                                                                                 | Дата выхода      | Позиция в чарте Billboard 200 | Присвоенные сертификаты | Синглы |
| --------------------- | ------------------------------------------------------------------------------------------------ | ---------------- | ----------------------------- | ----------------------- | --- |
| Dr. Dre               | The Chronic                                                                                      | 15 декабря 1992  | 3                             | четырёх-платиновый      | «Fuck Wit Dre Day», «Let Me Ride», «Nuthin’ But a “G” Thang»                                                             |
| Snoop Doggy Dogg      | Doggystyle                                                                                       | 23 ноября 1993   | 1                             | шести-платиновый        | «Who Am I», «Gin and Juice», «Doggy Dogg World»                                                                          |
| Сборник               | Above the Rim                                                                                    | 22 марта 1994    | 1                             | двух-платиновый         | «Regulate», «Anything», «Afro Puffs», «Part-Time Lover»                                                                  |
| Сборник               | Murder Was The Case                                                                              | 15 октября 1994  | 1                             | двух-платиновый         | «Woman To Woman», «Natural Born Killaz», «U Better Recognize», «Murder Was The Case», What Would You Do?"                |
| Tha Dogg Pound        | Dogg Food                                                                                        | 31 октября 1995  | 1                             | двух-платиновый         | «Respect», «Let’s Play House», «New York City»                                                                           |
| 2Pac                  | All Eyez On Me                                                                                   | 13 февраля 1996  | 1                             | бриллиантовый           | «California Love», «2 of Amerikaz Most Wanted», «How Do You Want It», «All Bout U», «Life Goes On», «I Ain’t Mad at Cha» |
| Makaveli              | The Don Killuminati: The 7 Day Theory                                                            | 5 ноября 1996    | 1                             | четырёх-платиновый      | «Toss It Up», «To Live & Die in L.A.», «Hail Mary»                                                                       |
| Snoop Doggy Dogg      | Tha Doggfather                                                                                   | 12 ноября 1996   | 1                             | двух-платиновый         | «Doggfather», «Snoop’s Upside Ya Head», «Vapors»                                                                         |
| Сборник               | Death Row Greatest Hits                                                                          | 26 ноября 1996   |                               |                         | |
| Исполнители Death Row | Christmas on Death Row                                                                           | 5 декабря 1996   |                               |                         | «Santa Clause Goes Straight to the Ghetto»                                                                               |
| Сборник               | Gridlock’d                                                                                       | 28 января 1997   | 1                             | золотой                 | «Wanted Dead or Alive», «Lady Heroin», «It’s Over Now»                                                                   |
| Lady of Rage          | Necessary Roughness                                                                              | 4 июня 1997      |                               |                         | «Sho Shot», «Get Wit’ Da Wickedness»                                                                                     |
| Сборник               | Gang Related                                                                                     | 7 октября 1997   | 2                             | двух-платиновый         | «Made Niggaz» |
| Daz Dillinger         | Retaliation, Revenge and Get Back                                                                | 31 марта 1998    | 8                             | золотой                 | «In California», «It Might Sound Crazy»                                                                                  |
| Michel’le             | Hung Jury                                                                                        | 24 августа 1998  | 56                            |                         | «Hang Tyme», «Can I Get A Witness?»                                                                                      |
| 2Pac                  | Greatest Hits                                                                                    | 24 ноября 1998   | 3                             | бриллиантовый           | «Changes», «Unconditional Love»                                                                                          |
| Исполнители Death Row | Suge Knight Represents: Chronic 2000                                                             | 27 апреля 1999   | 11                            |                         | «Who Do U Believe In?», «Like It or Not»                                                                                 |
| Исполнители Death Row | Too Gangsta for Radio                                                                            | 26 сентября 2000 | 171                           |                         | «Thug Nature» |
| Snoop Doggy Dogg      | Dead Man Walkin’                                                                                 | 31 октября 2000  | 24                            |                         | «Head Doctor» |
| Tha Dogg Pound        | 2002                                                                                             | 31 июля 2001     | 36                            |                         | «Just Doggin’» |
| Snoop Doggy Dogg      | Death Row: Snoop Doggy Dogg at His Best                                                          | 23 октября 2001  | 28                            |                         | «Midnight Love» |
| 2Pac                  | Until the End of Time                                                                            | 27 марта 2001    | 1                             | трёх-платиновый         | «Until the End of Time», «Letter 2 My Unborn»                                                                            |
| 2Pac                  | Better Dayz                                                                                      | 26 ноября 2002   | 5                             | двух-платиновый         | «Still Ballin’», «Thugz Mansion», «Who Do U Believe In?»                                                                 |
| Исполнители Death Row | 15 Years on Death Row                                                                            | 26 декабря 2006  |                               |                         | |
| Сборник               | Death Row: The Singles Collection                                                                | 6 июня 2007      |                               |                         | |
| Dr. Dre               | The Chronic Re-Lit                                                                               | 1 сентября 2009  |                               |                         | |
| Snoop Dogg            | Death Row: The Lost Sessions Vol. 1                                                              | 13 октября 2009  |                               |                         | «Fallin Asleep On Death Row»                                                                                             |
| Сборник               | The Ultimate Box Set                                                                             | 24 ноября 2009   |                               |                         | |
| Kurupt                | Down & Dirty                                                                                     | 9 апреля 2010    |                               |                         | |
| Danny Boy             | It’s About Time                                                                                  | 20 Апреля 2010   |                               |                         | «All About You» |
| Crooked I             | Hood Star                                                                                        | 16 июля 2010     |                               |                         | |
| Sam Sneed             | Street Scholars                                                                                  | 25 января 2011   |                               |                         | «Lady Heroin», «New World Order», «The Exodus»                                                                           |
| LBC Crew              | Haven’t You Heard…                                                                               | 8 февраля 2011   |                               |                         | |
| Snoop Dogg            | Three Disc Collection: Tha Doggfather, Death Row: The Lost Sessions Vol. 1 & Murder Was The Case | 8 марта 2011     |                               |                         | |
| O.F.T.B.              | Damn Near Dead                                                                                   | 12 июля 2011     |                               |                         | «Check Yo Hood» |
| Jewell                | My Blood, My Sweat, My Tears                                                                     | октябрь 2011     |                               |                         | |
| Jewell                | Black Diamond                                                                                    | ноябрь 2011      |                               |                         | |
| Сборник               | 20 To Life: Volume 1                                                                             | 10 мая 2012      |                               |                         | |
| Tha Dogg Pound        | Doggy Bag                                                                                        | 3 июля 2012      |                               |                         | |
| Сборник               | 20 To Life: Volume 2                                                                             | 25 сентября 2012 |                               |                         | |
| Snoop Dogg            | B.O.D.R                                                                                          | 13 февраля 2022  |                               |                         | |